# 徐元祉
徐元祉（1484年—？），字良夫，陝西鞏昌府秦州人，民籍，明朝政治人物。

## 生平
陝西鄉試第九名舉人。正德十六年（1521年）中式辛巳科會試第一百七十二名，登第三甲第一百一十七名進士。歷官户部郎中，嘉靖十一年（1532年）春受命赈济保定、河间二府，称旨，赏彩币羊酒。十二年三月考察降調。

## 家族
曾祖徐慶；祖父徐繼宗；父徐浩，曾任長史。母李氏。具庆下。